# Jaryd Clifford
Jaryd Clifford (nascido em 5 de julho de 1999) é um atleta paralímpico australiano com deficiência visual. Defendeu as cores da Austrália disputando os Jogos Paralímpicos do Rio de Janeiro, em 2016, onde terminou em sétimo lugar nas provas masculinas dos 1 500 e dos 5 000 metros, ambas da categoria T13.